# 皮利尼
皮利尼（法語：Pulligny，法語發音：[pyliɲi]）是法国默尔特-摩泽尔省的一个市镇，位于该省南部，属于南锡区。

## 地理
皮利尼（48°32'31"N, 6°8'29"E）面积9.3 平方千米，位于法国大東部大區默尔特-摩泽尔省，该省份为法国东北部内陆省份，是洛林的一部分，北邻比利时、卢森堡，北起顺时针与摩泽尔省、下莱茵省、孚日省和默兹省接壤。
与皮利尼接壤的市镇（或旧市镇、城区）包括：欧特雷、桑特雷、摩泽尔河畔弗拉维尼、弗罗卢瓦、梅雷维尔、皮埃尔维尔。

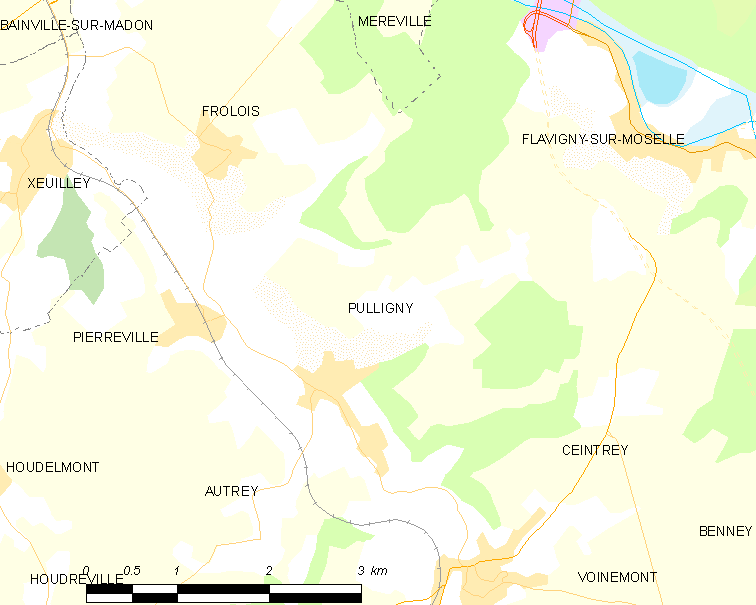
皮利尼的OSM定位图

皮利尼的时区为UTC+01:00、UTC+02:00（夏令时）。

## 行政
皮利尼的邮政编码为54160，INSEE市镇编码为54437。

## 政治
皮利尼所属的省级选区为讷沃迈松县。

## 人口

1962-2008年间皮利尼人口变化图示

皮利尼于2022年1月1日时的人口数量为1151人。